# Нина Марковић Казе
Нина Марковић Казе (енгл. Nina Marković Khaze; Београд, 20. јул 1983), српска је научница, политичка аналитичарка, новинарка и песникиња, која живи и ради у Сиднеју. Ауторка је научних и стручних радова, рецензија, чланака и књига поезије, које су осим на српском објављене и на италијанском, енглеском и немачком језику.

## Биографија
Нина Марковић Казе је рођена у главном граду Србије, где је одрасла и стекла основно образовање. У Аустралији живи од 1999. године и средњу школу је завршила у Перту. На „петом континенту” је дипломирала и магистрирала на студијама дипломатије и италијанског језика, а потом докторирала политикологију на Аустралијском националном универзитету. Тема дисертације јој је била „Историјски пресек дипломатских односа Србије и Европске уније”. Поред тога, објавила је више од сто политиколошких научних и стручних радова, рецензија и чланака, али и две вишејезичне збирке песама, које пише од детињства.
Била је виши истраживачки сарадник за Европу и Блиски исток у федералном Парламенту Аустралије, парламентарни делегат за пацифичке државе и председник Асоцијације европских студија Аустралије и Новог Зеланда, а сада је ванредни професор на Департману за безбедносне студије и криминологију Универзитета Маквори у Сиднеју, директор за комуникације у правно-имиграционој фирми, новинар редакције програма на српском језику државног радија „Ес-Би-Ес” (енгл. SBS Radio) и члан Извршног одбора Аустралазијског удружења за комунистичке и посткомунистичке студије.
Један је од оснивача и члан управног одбора Српског већа Аустралије (енгл. Serbian Council of Australia – SCOFA), политички активног удружења Срба у тој земљи. У оквиру њега је 2022. предводила највеће истраживање јавног мњења српске заједнице. Такође, била је изасланик Већа на састанцима са представницима аустралијске владе, локалних институција и медија о важним питањима која се тичу српске дијаспоре у Аустралији.
Нина Марковић Казе и амерички алерголог и имунолог др Даглас Џоунс (енгл. Douglas H. Jones) су 2023. основали биотехнолошку компанију „Immunity Group Australia”, која настоји да пронађе нова решења за превенцију, дијагностику и елиминацију нутритивних алергија. Она је главни уредник часописа „Allergies, Immunity & Microbiome News”, независног гласа научне заједнице на пољу алергологије, имунологије и истраживања микробиома. Чланица је и удружења „AusBiotech”, главног индустријског тела на пољу биотехнологије у Аустралији.
Увршћена је у „Енциклопедију националне дијаспоре”, коју уређује Иван Калаузовић Иванус.